# Gazalina intermixta
Gazalina intermixta är en fjärilsart som beskrevs av Swinhoe 1900. Gazalina intermixta ingår i släktet Gazalina och familjen tandspinnare. Inga underarter finns listade i Catalogue of Life.